# Exeter (Wisconsin)
Exeter es un pueblo ubicado en el condado de Green en el estado estadounidense de Wisconsin. En el Censo de 2010 tenía una población de 2023 habitantes y una densidad poblacional de 22,26 personas por km².

## Geografía
Exeter se encuentra ubicado en las coordenadas 42°48′29″N 89°32′50″O / 42.80806, -89.54722. Según la Oficina del Censo de los Estados Unidos, Exeter tiene una superficie total de 90.89 km², de la cual 90.88 km² corresponden a tierra firme y (0.01%) 0.01 km² es agua.

## Demografía
Según el censo de 2010, había 2023 personas residiendo en Exeter. La densidad de población era de 22,26 hab./km². De los 2023 habitantes, Exeter estaba compuesto por el 98.47% blancos, el 0.4% eran afroamericanos, el 0% eran amerindios, el 0.15% eran asiáticos, el 0% eran isleños del Pacífico, el 0% eran de otras razas y el 0.99% pertenecían a dos o más razas. Del total de la población el 0.84% eran hispanos o latinos de cualquier raza.